# Onopriivka, Talne
Onopriivka (în ucraineană Онопріївка) este localitatea de reședință a comunei Onopriivka din raionul Talne, regiunea Cerkasî, Ucraina.

## Demografie
Componența lingvistică a localității Onopriivka
     Ucraineană (98,29%)
     Rusă (1,49%)
     Alte limbi (0,11%)
Conform recensământului din 2001, majoritatea populației localității Onopriivka era vorbitoare de ucraineană (98,29%), existând în minoritate și vorbitori de rusă (1,49%).